# Mistrovství Litvy v atletice 2010
87. Mistrovství Litvy v atletice se uskutečnilo ve dnech 9. července – 10. července 2010 v Kaunasu na S. Darius i S. Girėnas stadionu.

## Medailisté

### Muži
| Soutěž        | Zlato                                                                       | Zlato       | Stříbro                                                                        | Stříbro  | Bronz                                                                           | Bronz    |
| 100 m         | Martas Skrabulis                                                            | 10.70 (PB)  | Aivaras Pranckevičius                                                          | 10.75    | Egidijus Dilys                                                                  | 10.88    |
| 200 m         | Egidijus Dilys                                                              | 21.39       | Aivaras Pranckevičius                                                          | 21.67    | Ruslanas Fakejevas                                                              | 21.67    |
| 400 m         | Vitalij Kozlov                                                              | 47.03 (PB)  | Silvestras Guogis                                                              | 47.46    | Domantas Žalga                                                                  | 48.16    |
| 800 m         | Vitalij Kozlov                                                              | 1:51.54     | Petras Gliebus                                                                 | 1:51.90  | Juozas Gliebus                                                                  | 1:52.90  |
| 1500 m        | Petras Gliebus                                                              | 3:51.51     | Tomas Matijošius                                                               | 3:52.86  | Justinas Beržanski                                                              | 3:56.5   |
| 5000 m        | Tomas Matijošius                                                            | 14:31.87    | Remigijus Kančys                                                               | 15:42.29 | Kęstutis Jankūnas                                                               | 15:53.12 |
| 10 000 m      | Marius Diliūnas                                                             | 31:57.23    | Aurimas Skinulis                                                               | 31:59.28 | Mindaugas Pukšta                                                                | 32:21.54 |
| 110 m př.     | Mantas Šilkauskas                                                           | 13,89 (PB)  | Artūras Janauskas                                                              | 14,64    | Andrius Latvinskas                                                              | 14,89    |
| 400 m př.     | Silvestras Guogis                                                           | 51.52 (=PB) | Artūras Kulnis                                                                 | 52.58    | Rimvydas Smilgys                                                                | 54.57    |
| 3000 m př.    | Justinas Beržanskis                                                         | 9:14.45     | Mindaugas Pukštas                                                              | 9:15.69  | Justinas Križinauskas                                                           | 9:28.24  |
| 4 x 100 m     | Egidijus Dilys Martas Skrabulis Aivaras Pranckevičius Mantas Šilkauskas     | 40.55       | Kaunas Kostas Skrabulis Ruslanas Fakejevas Darius Aučyna Tomas Rėklys          | 41.39    | Vilnius Justas Buragas Vytautas Balkūnas Rytis Andrijaitis Paulius Ibianskas    | 42.04    |
| 4 x 400 m     | Panevėžys Svajūnas Kubilius Rimvydas Smilgys Deividas Katelė Domantas Žalga | 3:18.85     | Vilnius Dalius Pavliukovičius Mindaugas Striokas Juozas Gliebus Petras Gliebus | 3:19.21  | Šiauliai Mantas Šernas Egidijus Švėgžda Justinas Beržanskis Gediminas Kučinskas | 3:23.69  |
| Skok do výšky | Rimantas Mėlinis                                                            | 2,08        | Ernestas Raudys                                                                | 2,08     | Vaidas Antanavičius                                                             | 2,04     |
| Skok o tyči   | Darius Draudvila                                                            | 4,20        | Arnoldas Stanelis                                                              | 4,20     | Irmantas Lianzbergas                                                            | 4,20     |
| Skok daleký   | Povilas Mykolaitis                                                          | 7,94 (SB)   | Darius Aučyna                                                                  | 7,73     | Marius Vadeikis                                                                 | 7,63     |
| Trojskok      | Mantas Dilys                                                                | 16,21       | Andrius Gricevičius                                                            | 15,98    | Darius Aučyna                                                                   | 15,49    |
| Vrh koulí     | Rimantas Martišauskas                                                       | 17,95       | Artūras Gurklys                                                                | 17,56    | Romanas Morozka                                                                 | 16,27    |
| Hod diskem    | Aleksas Abromavičius                                                        | 63,32 (PB)  | Andrius Gudžius                                                                | 60,98    | Giedrius Šakinis                                                                | 57,20    |
| Hod kladivem  | Andrius Stankevičius                                                        | 56,58       | Arvydas Menkevičius                                                            | 54,82    | Vytas Gudauskas                                                                 | 47,02    |
| Hod oštěpem   | Paulius Vaitiekus                                                           | 66,74       | Vaidas Miščikas                                                                | 66,10    | Edvardas Matusevičius                                                           | 64,77    |

### Ženy
| Soutěž        | Zlato                                                                             | Zlato         | Stříbro                                                                            | Stříbro       | Bronz                                                                           | Bronz    |
| 100 m         | Lina Grinčikaitė                                                                  | 11.44         | Edita Kavaliauskienė                                                               | 11.95         | Silva Pesackaitė                                                                | 12.17    |
| 200 m         | Silva Pesackaitė                                                                  | 24.16 (PB)    | Agnė Orlauskaitė                                                                   | 24.50         | Živilė Brokoriūtė                                                               | 24.61    |
| 400 m         | Eglė Balčiūnaitė                                                                  | 54.45         | Agnė Orlauskaitė                                                                   | 55.19         | Andželika Bobrova                                                               | 56.89    |
| 800 m         | Eglė Balčiūnaitė                                                                  | 2:03.77       | Natalija Piliušina                                                                 | 2:08.49       | Viktorija Latyšovičiūtė                                                         | 2:13.50  |
| 1500 m        | Eglė Krištaponytė                                                                 | 4:22.75 (SB)  | Aina Valatkevičiūtė                                                                | 4:25.00       | Natalija Piliušina                                                              | 4:28.38  |
| 5000 m        | Eglė Krištaponytė                                                                 | 16:52.01 (PB) | Vaida Žūsinaitė                                                                    | 17:06.00      | Gytė Norgilienė                                                                 | 17:14.35 |
| 10 000 m      | Rasa Drazdauskaitė                                                                | 33:16.06 (PB) | Gytė Norgilienė                                                                    | 35:35.64 (PB) | Diana Lobačevskė                                                                | 36:15.70 |
| 100 m př.     | Sonata Tamošaitytė                                                                | 13,26 (SB)    | Živilė Brokoriūtė                                                                  | 14,15         | Justina Abariūtė                                                                | 14,33    |
| 400 m př.     | Irma Mačiukaitė                                                                   | 1:00.70 (PB)  | Kristina Jasinskaitė                                                               | 1:01.05       | Svajūnė Lianzbergaitė                                                           | 1:05.25  |
| 3000 m př.    | Evelina Uševaitė                                                                  | 11:34.02      | Augustė Labenskytė                                                                 | 11:49.03 (PB) | Snežana Dopolskaitė                                                             | 12:13.50 |
| 4 x 100 m     | Kaunas Eglė Tamošiūnaitė Marta Palmaitytė Karolina Sodeikaitė Andželika Bobrova   | 49.68         | Vilnius Gabrielė Romanovskytė Jūratė Vaišnoraitė Justina Abariūtė Eglė Kondrotaitė | 51.30         |                                                                                 |          |
| 4 x 400 m     | Vilnius Viktorija Latyšovičiūtė Rasa Batulevičiūtė Agnė Ganytė Laura Malkevičiūtė | 3:59.25       | Šiauliai Eva Misiūnaitė Augustė Labenskytė Evelina Uševaitė Svajūnė Lianzbergaitė  | 4:00.56       | Alytus Agnė Plauskaitė Robera Stučkaitė Ernesta Bartaševičiūtė Odeta Vaičiulytė | 4:01.55  |
| Skok do výšky | Airinė Palšytė                                                                    | 1,78          | Milda Kulikauskaitė                                                                | 1,74          | Karina Vnukov                                                                   | 1,70     |
| Skok o tyči   | Vitalija Dejeva                                                                   | 3.53          | Giedrė Vikniūtė                                                                    | 3.33          | Sandra Bingelytė                                                                | 3.23     |
| Skok daleký   | Lina Andrijauskaitė                                                               | 6,61          | Asta Daukšaitė                                                                     | 6,34          | Eglė Kondrotaitė                                                                | 5,84     |
| Trojskok      | Jolanta Verseckaitė                                                               | 13,71 (SB)    | Jana Nosova                                                                        | 13,22         | Dovilė Dzindzaletaitė                                                           | 12,80    |
| Vrh koulí     | Austra Skujytė                                                                    | 17,25 (SB)    | Laura Gedminaitė                                                                   | 13,59         | Sandra Mišeikytė                                                                | 13,42    |
| Hod diskem    | Zinaida Sendriūtė                                                                 | 58,49         | Austra Skujytė                                                                     | 53,89 (PB)    | Sabina Banytė                                                                   | 46,82    |
| Hod kladivem  | Margarita Matulevičiūtė                                                           | 46,83         | Natalija Venckutė                                                                  | 46,36         | Sandra Mišeikytė                                                                | 44,82    |
| Hod oštěpem   | Indrė Jakubaitytė                                                                 | 54,43         | Giedrė Kupstytė                                                                    | 48,21         | Ieva Ščiukauskaitė                                                              | 45,49    |